# Андреатта, Алессандро
Алесса́ндро Андреа́тта (итал. Alessandro Andreatta; род. 4 февраля 1957, Тренто, провинция Тренто, Италия) — итальянский государственный деятель и политик, состоит в Демократической партии. Мэр Тренто с 2009 года. Имеет высшее филологическое образование. Женат. Является отцом двоих детей.

## Биография
Родился в Тренто 4 февраля 1957 года. Окончил Классический лицей имени Джованни Прати и факультет современной литературы Падуанского университета. Преподавал литературу в Архиепископской школе-интернате. Вступил в профсоюз, где был национальным делегатом и сотрудничал со школьным пастырским центром. Один из популяризаторов идей Культурного центра на вилле Эрре. Использовал средства массовой информации в оброзавательных целях в оратории при Трентском соборе. Участвовал в учебных мероприятиях AIART — Некоммерческой ассоциации зрителей. Увлекается спортом; занимался лёгкой атлетикой в Виртусе и футболом в Инвикте. Женат. Является отцом двух дочерей — Сары и Деборы.

### Политическая карьера
В 1995 году был избран советником коммуны Тренто. В 1998 году был назначен муниципальным советником по градостроительству, частному строительству и топонимии, избравшись по списку народных демократов. 8 мая 2005 года стал заместителем мэра, избравшись по списку партии Гражданская Маргаритка.
В январе 2008 года Эудженио Мартини, владелец дилерского центра «Auto In» в Гардоло, сообщил о мошенничестве и злоупотреблении служебным положением со стороны Алессандро Андреатты, который тут же был внесён в реестр подозреваемых в мошенничестве. Позднее все обвинения против него были сняты.
25 сентября 2008 года сменил на посту мэра Альберто Пакера. Выиграл партийные выборы в левоцентристской коалиции (Демократическая партия Италии, Союз за Трентино, партия за Трентино-Тирольскую автономию, Союз христианских демократов и центра и другие небольшие партии), которые прошли 22 февраля 2009 года по отбору кандидата на пост мэра Тренто. Получил 55,54%: 3740 из 6780 голосов избирателей, получив большинство в 11 из 12 округов (все, кроме Пово). Обошёл Клаудио Бортолотти (34,78%), Альдо Помпермайера (7,22%, при поддержке партии зелёных) и Паоло Кьяриелло (2,47%, при поддержке партий Италия ценностей и Верные Трентино).
Победил в первом туре на выборах мэра Тренто 3 мая 2009 года, набрав 33 468 голосов (64,42%). Его главный противник, Пино Морандини, при поддержке партий Народ свободы и Гражданское движение Морандини получил около 21%. Явка составила 60,12%, снизившись примерно на десять пунктов по сравнению с предыдущими административными выборами.
На административных выборах 10 мая 2015 года Андреатта был переизбран мэром Тренто, будучи во главе левоцентристской коалиции, получив 53,7% голосов и победив правоцентристского кандидата Клаудио Сиа, который получил 31,03% голосов.